# 리투아니아의 경제
리투아니아의 경제는 발트 3국 중 가장 큰 경제이다. 리투아니아는 유럽 연합(EU)의 회원국이고 1인당 GDP는 발트해 국가들 중에서 가장 높다. 리투아니아는 매우 높은 인간 개발 도상국 그룹에 속하며 WTO와 OECD에 가입되어 있다.
1990년대에 리투아니아는 중앙 계획 경제에서 시장 경제로 빠르게 이동하면서 수많은 자유주의 개혁을 시행했다. 다른 발트해 국가들과 함께 EU에 가입한 후 높은 성장률을 누리면서 발트의 호랑이 개념으로 이어졌다. 리투아니아의 경제는 1990년 독립을 되찾은 이후 500퍼센트 이상 성장했다. 발트해 국가들은 총 330만 명의 노동력을 가지고 있으며, 이들 중 140만 명의 근로자들이 리투아니아에 살고 있다.
국내총생산(GDP) 성장은 2008년에 최고조에 달했고, 2018년에도 같은 수준에 근접하고 있었다. 다른 발트해 국가들과 마찬가지로, 리투아니아 경제는 2009년에 GDP가 거의 15% 하락하면서 깊은 불황을 겪었다. 이 극심한 불황 이후, 리투아니아의 경제는 2009년 3분기에 이미 회복의 징후를 보이기 시작했다. 그것은 2010년에 성장으로 돌아갔고, 1.3의 긍정적인 결과로 2011년 상반기 동안 6.6%의 성장은 EU에서 가장 빠르게 성장하는 경제 중 하나이다. GDP 성장은 비록 위기 이전보다 느린 속도이긴 하지만 2010년에 재개되었다. 위기 길들이기의 성공은 리투아니아 정부의 긴축 정책 덕분이다.
리투아니아는 건전한 재정 상태를 가지고 있다. 2017년 예산은 0.5% 흑자를 냈고, 총 부채는 GDP의 약 40%에서 안정되고 있었다. 예산은 2017년에도 긍정적으로 유지되었고 2018년에도 계속 그럴 것으로 예상되었다.
리투아니아는 세계은행 그룹이 작성한 사업 용이성 지수에서 세계 11위, 헤리티지 재단이 측정한 경제자유지수 178개국 중 16위를 차지하고 있다. 평균적으로 리투아니아에 대한 모든 외국인 직접 투자의 95% 이상이 EU 국가들로부터 온다. 스웨덴은 리투아니아에 있는 모든 FDI의 20~30%를 보유한 역사적으로 가장 큰 투자국이다. 2017년 리투아니아에 대한 FDI가 급증하여 그린필드 투자 프로젝트 사상 최대치에 도달했다. 2017년에 리투아니아는 투자 프로젝트의 평균 일자리 가치로 아일랜드와 싱가포르에 이어 세 번째 국가였다.
OECD 자료에 따르면 리투아니아는 중등교육 후 성취도 세계 상위 5개국에 속한다. 이러한 교육을 받은 인력은 지난 몇 년 동안 특히 정보통신기술 분야에 대한 투자를 유치했다. 리투아니아 정부와 리투아니아 은행은 전자화폐 및 결제 기관의 활동에 대한 면허 취득 절차를 간소화했다. EU의 재테크 이니셔티브에 가장 매력적인 국가 중 하나로 리투아니아를 선정한다.

## 노동자

2001년~2008년 고등교육을 받은 인구

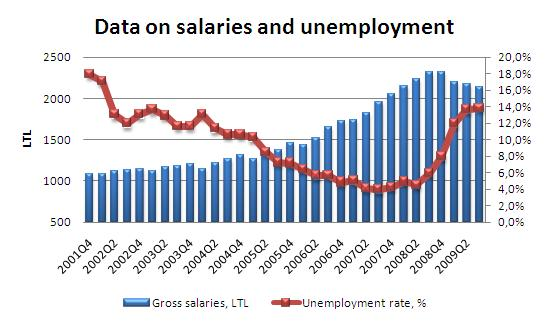
2001년~2009년 급여 및 실업률

15세 이상 인구의 수는 145만 명이고, 2017년 활동률은 60%였다.
1995년~2017년 기간 동안 리투아니아에서 평균 급여는 4배 이상 증가했다. 그럼에도 불구하고, 리투아니아의 인건비는 EU에서 가장 낮다. 2018년 IV 분기의 월평균 순 급여는 800 유로였고 9.5% 증가했다. 리투아니아의 실업률은 변동이 심했다. 2001년 이후 실업률은 두 가지 주요 이유 덕분에 2007년 거의 20%에서 4% 미만으로 떨어졌다. 첫째, 급속한 경제 팽창기에는 수많은 작업장이 설치되었다. 이것은 실업률의 감소와 직원 지출의 증가를 초래했다. 둘째로, 이민은 또한 유럽연합 가입 이후 실업 문제를 감소시켰다. 하지만 2008년 경제 위기로 노동자의 필요성이 낮아져 실업률이 13.8%로 증가했고 2009년 3분기에 안정되었다. 2018년 I분기 실업률은 6.3%였다.
리투아니아는 중등과정 이후의 교육 성취도 면에서 세계 상위 5개국에 속한다. 2016년 현재 25~34세 인구의 54.9%, 55~64세 인구의 30.7%가 3차 교육을 이수했다. 리투아니아에서 STEM 교육(과학, 기술, 공학 및 수학 교육) 분야의 3차 교육생 25-64세 비율은 OECD 평균(각각 29%, 26%)을 상회하여 비즈니스, 행정 및 법(각각 25%, 23%)과 비슷했다.
오늘날 리투아니아의 노동 생산성 수준은 OECD 평균보다 약 3분의 1 낮다. 리투아니아는 고용 유연성 지수에서 15위를 차지하고 있다.

## 농업
GDP의 감소에도 불구하고, 농업 부문은 노동력의 거의 8%를 고용하고 식품 가공 부문에 자재를 공급하기 때문에 리투아니아에게 여전히 중요하다. 국토의 44.8%가 경작가능하다. 2008년 총 농작물 면적은 180만 헥타르였다. 곡물, 밀, 라이밀은 농장의 가장 인기 있는 생산물이다. 가축과 가금류의 수는 1990년대에 비해 두 배 감소했다. 2009년 초 리투아니아에서 소의 수는 77만 마리, 젖소의 수는 39만 5천 마리, 가금류의 수는 910만 마리였다.
1992년과 2008년 사이에, 리투아니아 음식 소비는 1인당 86kg으로 30% 증가했고, 같은 기간 동안 육류와 그 제품의 소비는 1인당 81kg으로 23% 증가했다. 반면 우유와 유제품 소비는 1인당 268kg으로 21%, 빵과 곡물 소비는 1인당 114kg으로 19% 감소했다.

## 사회 기반 시설
운송, 저장 및 통신 부문은 리투아니아 경제에 대한 중요성을 증가시켰다. 1996년의 9.1%에 비해 2008년에는 GDP의 12.1%를 차지했다.

## 천연자원
리투아니아에서 천연자원의 총 가치는 약 170억 유로, 즉 리투아니아 GDP의 약 3분의 1이다. 이 나라에서 가장 귀중한 천연자원은 지하수인데, 지하수는 천연자원의 전체 가치의 절반 이상을 차지한다.